# Janusz Kupcewicz
Janusz Kupcewicz   (Gdańsk, 9 de desembre de 1955 - Gdynia, 4 de juliol de 2022) és un exfutbolista polonès de la dècada de 1970.
Fou 20 cops internacional amb la selecció polonesa amb la qual participà en la Copa del Món de Futbol de 1978 i Copa del Món de Futbol de 1982.
Pel que fa a clubs, destacà defensant els colors de clubs com Arka Gdynia, Lech Poznań, AS Saint-Etienne, Larissa FC, Lechia Gdańsk i Adanaspor.